# كيفن براون
كيفن براون (بالإنجليزية: Kevin Brown)‏ (و. 1965  م) هو لاعب كرة القاعدة، من الولايات المتحدة، ولد في ميلدغفيل، يلعب كمرسل مطلق ‏.

## روابط خارجية
- كيفن براون على موقع دوري كرة القاعدة الرئيسي (الإنجليزية)
- كيفن براون على موقعبيزبول رفرنس.كوم (الدوري الرئيسي) (الإنجليزية)
- كيفن براون على موقعبيزبول رفرنس.كوم (الدوري الثانوي) (الإنجليزية)
- كيفن براون على موقع إي إس بي إن.كوم (أم.أل.بي) (الإنجليزية)
- كيفن براون على موقع مشجعي الرسوم البيانية (الإنجليزية)
- كيفن براون على موقع قاعة جورجيا للمشاهير الرياضية (مؤرشف) (الإنجليزية)